# Зайферт, Эрвин
Эрвин Зайферт (нем. Erwin Seifert; 14 октября 1915, Адельсдорф, Австро-Венгрия — 6 апреля 1997, Ален, Германия) — судетский немец, обершарфюрер СС и блокфюрер в концлагере Заксенхаузен.

## Биография
Эрвин Зайферт родился 14 октября 1915 года. После окончания народной школы освоил профессию кузнеца. До 1937 года работал по специальности. С 1937 по 1938 год служил в чехословацкой армии. В 1938 году стал членом штандарта отрядов «Мёртвой головы» «Бранденбург». В мае или июне 1939 года поступил на службу в штаб комендатуры концлагеря Заксенхаузен, где стал блокфюрером. В мае 1942 года в течение нескольких недель служил в филиале лагеря Дрёген, а с 1943 по 1944 год был начальником филиала лагеря в Берлин-Лихтерфельде. В 1943 году ему было присвоено звание обершарфюрера СС. В октябре 1944 года был переведён в сублагерь концлагеря Нойенгамме Энгерхафе, где с декабря 1944 года являлся руководителем.
После того как он переоделся в униформу вермахта и нашёл солдатскую книжку в 1945 года попал в британский плен, из которого в начале 1946 года был выпущен. С 1954 и до своего ареста 11 октября 1965 года работал в качестве кузнеца, водителя и коммивояжёра. В 1965 году был арестован и помещён в предварительное заключение. 20 апреля 1970 года земельный суд Кёльна за пятикратное убийство и за четырёхкратное покушение на убийство заключённых лагеря был приговорён к пожизненному заключению. В том же году предварительное расследование прокуратуры Ауриха по преступлениям в концлагере Энгерхафе было приостановлено. Наказание отбывал в тюрьме Хайльбронн. 8 октября 1987 года был условно-досрочно освобождён.